# Пастовце
Пастовце (словац. Pastovce) — село, громада округу Левіце, Нітранський край. Кадастрова площа громади — 12.86 км².
Населення 499 осіб (станом на 31 грудня 2018 року).

## Історія
Пастовце згадується 1135 року.

## Населення
| Рік:            | 1994. | 2004.   | 2014.   | 2024.   |
| --------------- | ----- | ------- | ------- | ------- |
| Кількість осіб: | 561   | 544     | 503     | 479     |
| Різниця:        |       | -3,03 % | -7,53 % | -4,77 % |

| Рік:            | 2023. | 2024.   |
| --------------- | ----- | ------- |
| Кількість осіб: | 487   | 479     |
| Різниця:        |       | -1,64 % |